# Wiedereinstieg (Kanusport)
Als Wiedereinstieg wird der Vorgang bezeichnet, wenn ein Kanute nach einer Kenterung aus dem Boot aussteigen und im Gewässer wieder in das Kanu einsteigen muss.
Wird das gekenterte Kanu ans Ufer gebracht, dort wieder fahrbereit gemacht und dann die Bootsbesatzung wieder einsteigt, spricht man in der Regel nicht von Wiedereinstieg. Ebenfalls wird nicht von Wiedereinstieg gesprochen, wenn eine (Selbst-)Rettung mit Hilfe von Eskimorolle oder Eskimorettung erfolgreich ist, und der Kanute folglich das Boot nicht verlassen musste.

## Anwendung
Der Wiedereinstieg findet dann Anwendung, wenn das Anlanden nicht möglich oder nicht sinnvoll ist. Das kann durch die Entfernung zum Ufer, oder durch die Uferbeschaffenheit (Steilfelsen, oder kein fester Grund wie z. B. tiefer Schlick, oder Gefahr durch brechende Wellen) verursacht sein. Beim Seekajakfahren sind daher die Kenntnisse und Fähigkeiten zum Wiedereinstieg ein elementarer Sicherheitsfaktor.
Der Wiedereinstieg ist grundsätzlich sowohl bei Kajaks als auch bei Kanadiern möglich, erfordert aber im Detail unterschiedliche Techniken. Wenn der Wiedereinstieg ohne fremde Hilfe durchgeführt werden kann, spricht man von Selbstrettung.

## Vorarbeiten
Vor dem eigentlichen Wiedereinstieg muss zuerst das Wasser aus dem Kanu herausgebracht werden, wofür es verschiedene Techniken gibt:

### Gekentertes Kajak leeren
Ein nicht voll beladenes gekentertes Kajak mit hinreichenden Schwimmkörpern oder Schotten kann vom Kanuten üblicherweise eigenständig entleert werden. Hierfür schwimmt der Kanut zum Bug des Kajaks und hebt diesen aus dem Wasser, bis die Luke vollständig über der Wasseroberfläche ist. Dann wird das Kajak mit der Hand um die eigene Achse gedreht und heruntergelassen oder fallengelassen. Das Restwasser im Kajak kann bei ruhigen Bedingungen durch Schüttel- und Schwenkbewegungen minimiert werden. Wichtig ist dabei genügend Auftrieb des Hecks des Kajaks (Schott, nicht voll beladen) und des Kanuten; eine Schwimmweste ist notwendig, hilfreich sind starke Beinarbeit, einhändiges Heben (Auftrieb durch zweiten Arm unter Wasser) und ggf. weitere Auftriebsmittel wie ein Paddlefloat. Ein weiteres Lenzen des verbliebenen Wassers kann notwendig sein.

### Boot lenzen
Das Kanu kann für den Wiedereinstieg gelenzt werden. Dazu wird das Kanu in die richtige Schwimmlage gebracht und das Wasser per Schöpfer oder Schwamm aus dem Boot geholt. Manche Kajaks sind mit einer Lenzpumpe ausgestattet, was eine erhebliche Erleichterung ist. Grundsätzliche Voraussetzung ist, dass das Boot genügend Auftrieb hat, so dass der Süllrand bzw. das Dollbord aus dem Wasser herausragt.
Nachdem das Kanu gelenzt wurde, kann der Kanute wieder einsteigen.
Die Methode des Lenzens ist grundsätzlich zur Selbstrettung geeignet. Die Gefahr der Unterkühlung (Hypothermie) ist dabei jedoch hoch, da die Verweilzeit im Wasser vergleichsweise lang ist.

### T-Lenzung

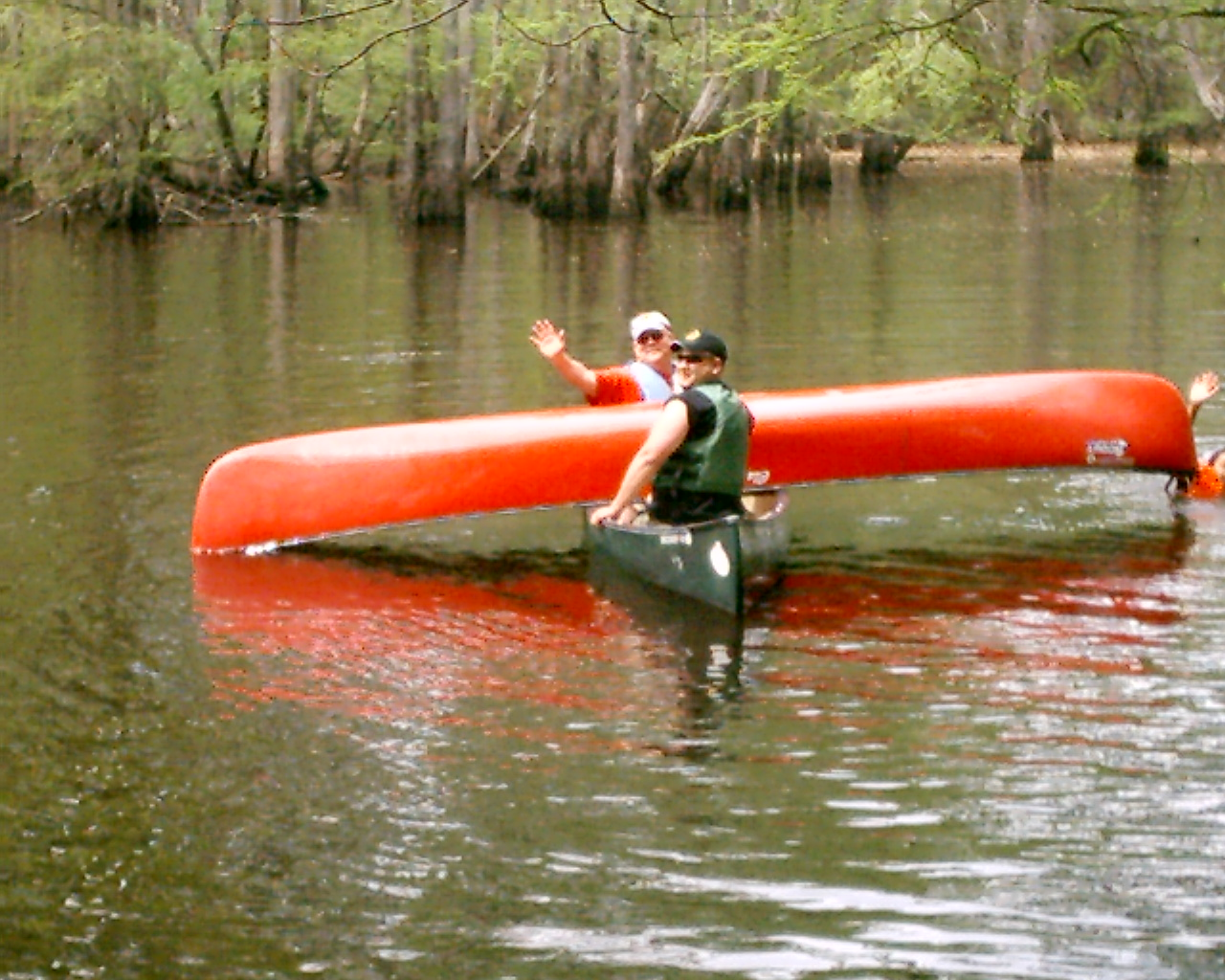
„X-Lenzung“: Das zu lenzende Kanu wird quer über das Helferboot gezogen

Bei der T-Lenzung, auch T-Rettung genannt, ist Selbstrettung nicht möglich, da grundsätzlich ein Helferboot benötigt wird. Dazu steuert der Helfer sein Boot quer vor die Spitze des gekenterten Kanus, so dass mit den zwei Kanus von oben betrachtet der Buchstabe T gebildet wird. Das gekenterte Boot wird dann auf die Seite gedreht, damit der Süllrand an einer Seite aus dem Wasser ragt und beim Anheben der Bootsspitze Luft in das Bootsinnere einströmen kann.
Die Bootsspitze des gekenterten Kanus wird angehoben, und das Kanu dabei kieloben gedreht. Dadurch kann das Wasser aus dem Bootsinneren abfließen. Kajaks mit abgeschottetem Innenraum können dadurch schon weitgehend geleert werden. Bei nicht abgeschotteten Kajaks und bei Kanadier ist es erforderlich, das Kanu komplett quer über das Helferboot zu ziehen. Teilweise wird hier von X-Lenzung gesprochen.
Nachdem alles Wasser aus dem Bootsinneren abgeflossen ist, wird es wieder aufgerichtet und ins Wasser zurückgeschoben. Da grundsätzlich ein Helferboot vorhanden ist, kann dann der Assistierte Wiedereinstieg angegangen werden.

### Capistrano Flip
Der Capistrano Flip ist eine Technik nur für die Selbstrettung. Diese Technik ist nur bei offenen Kanus (Kajaks mit sehr großer Luke, Kanadier) geeignet, und nur bei unbeladenem Kanu möglich. Wenn nötig, muss das Gepäck erst aus dem Kanu entnommen werden. Dazu soll es schwimmfähig und wasserdicht verpackt sein. Wurde das Gepäck im Kanu festgebunden, kostet das Lösen der Ladung für den Capistrano Flip u. U. wertvolle Zeit.
Für den Capistrano Flip befindet sich der Paddler neben dem Kanu im Wasser. Wenn das Boot nicht ohnehin schon kieloben liegt, sondern teilweise vollgeschlagen auf ebenem Kiel, dreht der Paddler es kieloben. Wird dieses Durchkentern mit Schwung durchgeführt, kann viel Luft im Rumpf eingeschlossen werden. Dann wird der Süllrand kurz auf einer Bootsseite leicht angehoben, damit er aus dem Wasser ragt, und dann das Kanu sofort mit einem starken Stoß nach schräg oben hochgeworfen. Durch das Hochwerfen kommt das Boot weit aus dem Wasser, und durch den schrägen Stoß muss es in eine Drallbewegung versetzt werden, so dass es um die Längsachse gedreht wieder in der richtigen Schwimmlage landet. Der Paddler wird bei diesem Stoß tief ins Wasser gedrückt. Dem kann er durch den Auftrieb der Schwimmweste und mit kräftiger Beinarbeit entgegenwirken.
Der Capistrano Flip ist besonders für Solopaddler eine kraftaufwendige Technik. Das anschließende Einsteigen in das Kanu in tiefem Gewässer kann – je nach Rumpfform – weiter kraftraubend sein. Daher ist es vorteilhaft, den Capistrano Flip als Sicherheitstechnik in flachem Wasser zu trainieren.
Der Capistrano-Flip kann laut Entwickler auch angewendet werden, um das Boot vor Beschädigung durch hohe, brechende Wellen in offenen Gewässern zu schützen. Da das Boot mit dem Rumpf nach oben liegt, trifft eine brechende Welle somit den stabilsten Teil des Rumpfes.

### Ausschütteln
Beim Ausschütteln richtet der Kanute das gekenterte Boot in der richtigen Schwimmlage auf. Dann fasst er mit beiden Händen seitlich den Süllrand und schwenkt das Boot heftig um die Längsachse. Dabei wird das im Boot befindliche Wasser aufgeschüttelt und Stück für Stück herausgeschwappt.
Praktisch kann diese Methode nur bei Kanus funktionieren, deren Seitenwand oben nicht wieder nach innen ragt. Schon ein nach innen ragendes Dollbord kann den Erfolg stark vermindern, ebenso Bauteile wie z. B. Sitzbänke. Das Ausschütteln ist eine sehr kraftraubende Technik.

## Arten des Wiedereinstiegs

### Nasser Wiedereinstieg
Eine Variante des Lenzens ist der nasse Wiedereinstieg. Hier steigt der Kanute in das gekenterte Boot ein, bringt es in die richtige Schwimmlage und lenzt dann das Wasser aus dem Boot. Dazu ist es jedoch entscheidend, dass kein Wasser von außen in das Boot nachströmt. Es ist daher zwingend erforderlich, dass der Süllrand trotz der zusätzlichen Last des Paddlers dazu aus dem Wasser herausragt, was großdimensionierte Auftriebskörper erfordert. Bei Kajaks mit Lenzpumpe kann der Innenraum des Kajaks auch durch die Spritzdecke abgeschlossen und so ein Nachfließen des Wassers verhindert werden. Eine weitere Erschwernis ist, dass ein halb vollgeschlagenes Kanu eine sehr geringe Stabilität besitzt und leicht erneut kentern kann. Als Gegenmaßnahme kann ein Paddelfloat zur Hilfe genommen werden.
Der große Vorteil des nassen Wiedereinstiegs ist, dass der Einstieg nicht erst zuletzt kräftezehrend in das gelenzte Boot erfolgt, sondern vorweggenommen wird. Dadurch ist der Wiedereinstieg auch für entkräftete Kanuten möglich.

### Assistierter Wiedereinstieg
Beim assistierten Wiedereinstieg werden das gekenterte und wieder aufgerichtete Boot und das Helferboot parallel nebeneinander positioniert (daher auch Parallel-Methode genannt). Dann hält der Helfer den Süllrand beider Boote fest, und stabilisiert die Kanus durch Gewichtsverlagerung. Der gekenterte Kanute zieht sich auf sein Kanu hoch, und robbt dann zu seinem Sitz. Bei Kajaks kann dazu rittlings auf das Heck gehockt, und dann bis zur Sitzluke vorgerobbt werden. Bei Kanadier wird das durch die oft hochgezogenen Bootsspitzen erschwert.

### Autarker Wiedereinstieg
Beim autarken Wiedereinstieg muss der Kanute selbst für die Stabilität des Kanus sorgen. Hier hilft entweder schnelles Hochziehen, um die Trägheit des Kanus auszunutzen, oder die Hilfe eines Paddelfloats. Behelfsmäßig kann ein Paddelfloat mit einer Reserveschwimmweste o. ä. improvisiert werden.
Bei der sogenannten „Cowboy self-rescue“ erklimmt der Kanute ohne Hilfsmittel das Kajak über das Heck und bewegt sich dann zur Luke. Entweder zieht er sich direkt bäuchlings über das Heck oder zieht sich hinter der Luke von der Seite bäuchlings auf das Kajak.
Bei Zweierkanus können sich die Kanuten gegenseitig assistieren, indem der eine das Boot stabilisiert während der andere wiedereinsteigt.